# Samuel Wallis
Samuel Wallis (Camelford, 23 aprile 1728 – Londra, 21 gennaio 1795) è stato un navigatore inglese, che ha circumnavigato il mondo dal 1766 al 1768.
Samuel Wallis nacque in Cornovaglia. Entrò in marina col grado di aspirante guardiamarina, e partecipò alla guerra tra l'Inghilterra e la Francia del 1744-1749. Poco dopo la pace di Aquisgrana, nel mese di ottobre 1748, Wallis venne promosso tenente. Tra il 1756 e il 1763, l'Inghilterra e la Francia erano nuovamente in guerra, in un conflitto che vide la Spagna alleata con la Francia e il Portogallo con l'Inghilterra. Nel febbraio 1756, Wallis fu assegnato alla nave da guerra Invincible. Ad aprile del 1757  ebbe il comando di una fregata in stazionamento nel Nord America.
Solo qualche mese dopo, nel giugno dello stesso anno, grazie al patronato di Boscawen divenne capitano. Dopo diciotto mesi di servizio nelle acque Nord Americane, Wallis ebbe il comando della Prince d'Orange una nave da guerra con sessanta cannoni che nel 1761 fu nuovamente la missione nello Stretto della Manica. Wallis, rimase al comandeo della Prince d'Orange, fino alla pace di Parigi del 1763. Nel 1766 divenne comandante della HMS Dolphin con l'intento di circumnavigare il mondo, accompagnato dallo Swallow  al comando di Philip Carteret. Le due navi partirono attraversarono lo Stretto di Magellano, quindi Wallis continuò verso Tahiti, che egli chiamò "Isole di Re Giorgio III" in onore del sovrano (23 giugno 1767).
Sbarcato sull'isola di Taiarapu, i nativi si mostrarono molto aggressivi tanto che dalla nave dovettero intimidirli con dei colpi di cannone. Wallis continuò il suo viaggio dirigendosi verso Batavia. Qui molti dei membri dell'equipaggio morirono di dissenteria, quindi si diresse verso il Capo di Buona Speranza. Nel maggio 1768 ritornarono in Inghilterra. Wallis fu in grado di trasmettere informazioni utili a James Cook per i suoi viaggi nell'Oceano Pacifico, e alcuni uomini del suo equipaggio andarono a navigare al servizio di Cook. Nel 1780 Wallis fu nominato Commissario dell'Ammiragliato. In Polinesia l'arcipelago di Wallis e Futuna (ora collettività oltremare francese) fu così nominato in suo onore.